# Love (音楽グループ)
Love（ラヴ）は、日本の女性2人組ボーカルグループ。2009年から2012年まで活動していた。所属事務所はLDH。レーベルはソニー・ミュージックアソシエイテッドレコーズ。

## 略歴
小学校低学年の頃から芸能活動をしていた2人が2007年に所属事務所で出会い、5人組のダンスパフォーマンスグループREAL FORCEとして活動を始め、ボーカルを担当していた2人でLoveを結成。
2009年8月26日、シングル「First Love 〜ラブレター〜」でデビュー。
2012年12月28日、年内をもって活動を終了し解散することを発表。同年12月31日に解散。

## メンバー
- MISAKI（ミサキ、1991年2月6日 - ）
  - 大阪府出身。血液型A型。本名、松本美咲。PARADISE GO!! GO!!の元メンバー。

- STEPHANIE（ステファニー、1989年9月28日 - ）
  - 東京都出身。血液型A型。本名、桑田小百合[4]。イタリア系アメリカ人のクォーター。
  - 解散後はリトルトウキョウプロダクションに所属[5]。モデルやタレントとして活動し、2014年7月放送テレビ朝日系『ロンドンハーツ』の企画「ドッキリで発掘!! ロンハーにも出る 女性ハーフタレントオーディション」では準グランプリを獲得した。
  - 2016年12月21日、カバーアルバム『Aioto』でソロデビュー[6][7]。レーベルはImperial Records。
  - 2018年2月22日、プロバスケットボール選手の長谷川智也と結婚[8][2]。

## 作品
順位はオリコン週間ランキングの最高位

### シングル
| # | 発売日         | タイトル                           | 順位 |
| - | -------------- | ---------------------------------- | ---- |
| 1 | 2009年8月26日  | First Love 〜ラブレター〜          | 50位 |
| 2 | 2009年11月25日 | Second Love 〜ただ一つの願いさえ〜 | 35位 |
| 3 | 2010年3月10日  | わたしあうもの                     | 23位 |
| 4 | 2010年9月8日   | 片思い                             | 38位 |
| 5 | 2010年12月15日 | “愛してる”のOne Word               |      |
| 6 | 2011年5月11日  | Someday Again〜また会う日まで〜    |      |
| 7 | 2012年4月25日  | 100年後のきみに                    |      |

### アルバム
| # | 発売日        | タイトル       | 順位 |
| - | ------------- | -------------- | ---- |
| 1 | 2010年4月14日 | 大切なキモチ   | 12位 |
| 2 | 2011年6月29日 | つながるキモチ | 38位 |

### 配信
- Time goes by ～サヨナラは言わないで～（2012年11月7日）

### 参加作品
| 発売日        | 曲名                    | 収録作品                                      |
| ------------- | ----------------------- | --------------------------------------------- |
| 2008年12月3日 | Love, Dream & Happiness | EXILE『EXILE BALLAD BEST』                    |
| 2009年12月2日 | If ～I know～           | EXILE『愛すべき未来へ』（MISAKIコーラス参加） |

## タイアップ
| 曲名                           | タイアップ                                             | 収録作品                                          |
| ------------------------------ | ------------------------------------------------------ | ------------------------------------------------- |
| ラブレター                     | レコチョクCMソング                                     | 1stシングル『First Love 〜ラブレター〜』          |
| Two Hearts                     | フジテレビ系『金曜プレステージ』テーマソング           | 1stシングル『First Love 〜ラブレター〜』          |
| ただ一つの願いさえ             | 明治製菓「Meltykiss」CMソング                          | 2ndシングル『Second Love 〜ただ一つの願いさえ〜』 |
| わたしあうもの                 | 東海テレビ・フジテレビ系ドラマ『インディゴの夜』主題歌 | 3rdシングル『わたしあうもの』                     |
| 君の横顔〜Eternal First Love〜 | 映画『恋するナポリタン』応援ソング                     | 4thシングル『片思い』                             |
| あなたの言葉                   | 東海テレビ・フジテレビ系ドラマ『天使の代理人』主題歌   | 5thシングル『“愛してる”のOne Word』               |
| A Song of Love                 | TBSテレビ『王様のブランチ』エンディングテーマ          | 5thシングル『“愛してる”のOne Word』               |

## ライブ
- 5月08日：宮崎・SR BOX
- 5月09日：福岡・ROOMS
- 5月22日：愛媛・サロンキティ
- 5月23日：広島・Cave-Be
- 5月29日：宮城・darwin
- 6月07日：大阪・Zepp Osaka
- 6月08日：愛知・Zepp Nagoya
- 6月12日：北海道・cube garden
- 6月21日：東京・SHIBUYA-AX

- 8月14日：大阪・心斎橋CLUB QUATTRO
- 8月21日：愛知・名古屋CLUB QUATTRO
- 8月27日：東京・渋谷WWW

- 5月6日
- 6月24日
- 7月15日
- 8月11日
- 9月15日
- 10月28日
- 11月18日
- 12月8日：東京・豆風ライブハウス代官山

## 出演

### ラジオ
- LOVE ARRIVE（2009年4月 - 2011年9月、FM FUJI）

### テレビ
- 週刊EXILE（2011年、TBS）
- Love ON! TV（2011年6月 - 2012年3月、MUSIC ON! TV）
- 孤独のグルメ Season5 第3話    （2015年10月17日、テレビ東京）  - ヤスミン(ステファニーのみ) 役

## 受賞
- 第43回日本有線大賞 新人賞（2010年）[10]